# Hongarije op de Olympische Zomerspelen 1956
Hongarije nam deel aan de Olympische Zomerspelen 1956 in Melbourne, Australië en Stockholm, Zweden (onderdelen paardensport).
Hongarije nam deel aan de Olympische Spelen hoewel een aantal landen, waaronder Nederland, de Spelen boycotten vanwege de wijze waarop de Sovjet-Unie de Hongaarse Opstand onderdrukte. Tijdens de Spelen zelf stonden beide landen tegenover elkaar in de finaleronde van het waterpolotoernooi die dan ook bol stond van de spanning. De wedstrijd verliep behoorlijk gewelddadig en vlak voor het eind verliet de Hongaar Ervin Zádor bloedend het zwembad na te zijn geslagen door een Sovjet-Rus. Dit leidde tot grote woede bij het publiek dat van de tribunes kwam en naar de rand van het zwembad liep. Politie moest eraan te pas komen en de wedstrijd werd een minuut voor tijd gestaakt. Hongarije, dat toen met 4-0 leidde werd tot winnaar uitgeroepen. In de Engelstalige media staat de wedstrijd te boek als de "Blood in the Water"-wedstrijd.

## Medailleoverzicht
| Sport     | Olympiër | Discipline                    | Medaille |
| --------- | --- | ----------------------------- | -------- |
| Boksen    | László Papp | -71kg (m)                     | Goud     |
| Kanovaren | László Fábián János Urányi | K-2 10000m (m)                | Goud     |
| Schermen  | Rudolf Kárpáti | sabel (m)                     | Goud     |
| Schermen  | Aladár Gerevich Jenő Hámori Rudolf Kárpáti Attila Keresztes Pál Kovács                                                                                    | sabel team (m)                | Goud     |
| Turnen    | Ágnes Keleti | brug (v)                      | Goud     |
| Turnen    | Ágnes Keleti | balk (v)                      | Goud     |
| Turnen    | Ágnes Keleti | vloer (v)                     | Goud     |
| Turnen    | Andrea Bodó Ágnes Keleti Aliz Kertész Margit Korondi Erzsébet Köteles Olga Tass                                                                           | meerkamp team gereedschap (v) | Goud     |
| Waterpolo | Laszlo Jenei Istvan Hevesi Dezso Gyarmati Kalman Markovics Tivadar Kanizsa Istvan Szivos György Karpati Otto Boros Mihaly Mayer Antal Bolvari Ervin Zador | mannen                        | Goud     |
| Atletiek  | Sándor Rozsnyói | 3000m steeplechase (m)        | Zilver   |
| Atletiek  | József Kovács | 10000m (m)                    | Zilver   |
| Kanovaren | István Hernek | C-1 1000m (m)                 | Zilver   |
| Kanovaren | János Parti | C-1 10000m (m)                | Zilver   |
| Kanovaren | Ferenc Hatlaczky | K-1 10000m (m)                | Zilver   |
| Schermen  | Lajos Balthazár Barnabás Berzsenyi József Marosi Ambrus Nagy Béla Rerrich József Sákovics                                                                 | degen team (m)                | Zilver   |
| Turnen    | Ágnes Keleti | individuele meerkamp (v)      | Zilver   |
| Turnen    | Andrea Bodó Ágnes Keleti Aliz Kertész Margit Korondi Erzsébet Köteles Olga Tass                                                                           | meerkamp team (v)             | Zilver   |
| Worstelen | Imre Polyák | -62kg Grieks-Romeins (m)      | Zilver   |
| Zwemmen   | Éva Székely | 200m schoolslag (v)           | Zilver   |
| Kanovaren | Károly Wieland Ferenc Mohácsi | C-2 1000m (m)                 | Brons    |
| Kanovaren | Imre Farkas József Hunics | C-2 10000m (m)                | Brons    |
| Kanovaren | Lajos Kiss | K-1 1000m (m)                 | Brons    |
| Schermen  | Mihály Fülöp József Gyuricza József Marosi József Sákovics Lajos Somodi Endre Tilli                                                                       | floret team (m)               | Brons    |
| Turnen    | Olga Tass | sprong (v)                    | Brons    |
| Worstelen | Gyula Tóth | -67kg Grieks-Romeins (m)      | Brons    |
| Zwemmen   | György Tumpek | 200m vlinderslag (m)          | Brons    |

## Deelnemers en resultaten

### Atletiek
| Olympiër                                                  | Discipline             | Resultaat | Prestatie                                             |
| --------------------------------------------------------- | ---------------------- | --------- | ----------------------------------------------------- |
| Béla Goldoványi                                           | 100m (m)               | 14e       | serie 7: 2de in 11,02 kwartfinale 1: 4de in 10,95     |
| György Csányi                                             | 100m (m)               | 26e       | serie 8: 3de in 11,00                                 |
| Béla Goldoványi                                           | 200m (m)               | 15e       | serie 7: 2de in 22,80 kwartfinale 1: 5de in 21,64     |
| Sándor Jakabfy                                            | 200m (m)               | 27e       | serie 5: 5de in 21,78                                 |
| Lajos Szentgali                                           | 800m (m)               | 12e       | serie 5: 3de in 1.51,8 halve finale 1: 5de in 1.53,9  |
| István Rozsavolgyi                                        | 1500m (m)              | 16e       | serie 1: 5de in 3.49,54                               |
| Laszlo Tabori                                             | 1500m (m)              | 27e       | serie 2: 4de in 3.48,21 finale: 4de in 3.42,4         |
| Miklós Szabó                                              | 5000m (m)              | 4e        | serie 3: 4de in 14.32,6 finale: 4de in 14.03,4        |
| Laszlo Tabori                                             | 5000m (m)              | 6e        | serie 2: 3de in 14.18,6 finale: 6de in 14.09,8        |
| József Kovács                                             | 10000m (m)             | Zilver    | 28.52,4                                               |
| Laszlo Jeszenski                                          | 3000m steeplechase (m) | 16e       | serie 2: 8ste in 9.04,2                               |
| Sándor Rozsnyói                                           | 3000m steeplechase (m) | Zilver    | serie 1: 1ste in 8.46,6 finale: 2de in 8.43,6         |
| György Csanyi Béla Goldoványi Sandor Jakabfy Geza Varasdi | 4x100m (m)             | 11e       | serie 4: 2de in 41,4 halve finale 1: 5de in 41,5      |
| Antal Róka                                                | 50km snelwandelen (m)  | 5e        | 4:50.09                                               |
| János Somogyi                                             | 50km snelwandelen (m)  | DNF       | niet gefinisht                                        |
| Odon Foldessy                                             | verspringen (m)        | 21e       | kwalificatie: 21ste met 6,96m                         |
| Ferenc Klics                                              | discuswerpen (m)       | 7e        | kwalificatie: 14de met 47,31m finale: 7de met 51,82m  |
| Sandor Krasznai                                           | speerwerpen (m)        | 13e       | kwalificatie: 15de met 67,39m finale: 13de met 66,33m |
| Jozsef Csermak                                            | kogelslingeren (m)     | 5e        | kwalificatie: 6de met 57,95m finale: 5de met 60,70m   |
|                                                           |                        |           |                                                       |
| Olga Gyarmati                                             | verspringen (v)        | 11e       | kwalificatie: 10de met 5,76m finale: 11de met 5,66m   |
| Erzsébet Vígh                                             | speerwerpen (v)        | 7e        | kwalificatie: 10de met 5,76m finale: 7de met 48,07m   |

### Boksen
| Olympiër    | Discipline | Resultaat | Prestatie |
| ----------- | ---------- | --------- | --- |
| András Dőri | -67kg (m)  | 5e        | 1ste ronde: W van PAK Husain: punten kwartfinale: V van AUS Hogarth: punten                                                             |
| László Papp | -71kg (m)  | Goud      | 1ste ronde: vrij kwartfinale: W van ARG Saenz: knock-out halve finale: W van POL Pietrzykowski: punten finale: W van USA Torres: punten |

### Kanovaren
| Olympiër                      | Discipline     | Resultaat | Prestatie                                     |
| ----------------------------- | -------------- | --------- | --------------------------------------------- |
| István Hernek                 | C-1 1000m (m)  | Zilver    | 5.06,2                                        |
| János Parti                   | C-1 10000m (m) | Zilver    | 57.11,0                                       |
| Károly Wieland Ferenc Mohácsi | C-2 1000m (m)  | Brons     | serie 2: 1ste in 5.02,5 finale: 3de in 4.54,3 |
| Imre Farkas József Hunics     | C-2 10000m (m) | Brons     | 55.15,6                                       |
| Lajos Kiss                    | K-1 1000m (m)  | Brons     | serie 2: 2de in 4.35,8 finale: 3de in 4.16,2  |
| Ferenc Hatlaczky              | K-1 10000m (m) | Zilver    | 47.53,3                                       |
| Imre Vágyóczky Zoltán Szigeti | K-2 1000m (m)  | 11e       | serie 1: 5de in 4.00,3                        |
| János Urányi László Fábián    | K-2 10000m (m) | Goud      | 43.37,0                                       |
|                               |                |           |                                               |
| Cecilia Berkes                | K-1 500m (v)   | 4e        | serie 2: 2de in 2.25,3 finale: 4de in 2.23,5  |

### Moderne vijfkamp
| Olympiër                                | Discipline      | Resultaat | Prestatie      |
| --------------------------------------- | --------------- | --------- | -------------- |
| Gábor Benedek                           | individueel (m) | 6e        | 4650 punten    |
| János Bódy                              | individueel (m) | 10e       | 4375,5 punten  |
| Antal Moldrich                          | individueel (m) | 21e       | 3667 punten    |
| Gábor Benedek János Bódy Antal Moldrich | team (m)        | 4e        | 13185,5 punten |

### Roeien
| Olympiër                                          | Discipline      | Resultaat | Prestatie                                          |
| ------------------------------------------------- | --------------- | --------- | -------------------------------------------------- |
| Csaba Kovács Rezső Riheczky Zoltán Kávay Géza Ütő | vier-zonder (m) | 10e       | serie 3: 2de in 6.40,6 herkansingen: 2de in 8.17,0 |

### Schermen
| Olympiër                                                                                  | Discipline      | Resultaat | Prestatie |
| ----------------------------------------------------------------------------------------- | --------------- | --------- | --- |
| Lajos Balthazár                                                                           | degen (m)       | 5e        | 1ste ronde: vrij kwartfinale 2: 4de met 3 overwinningen halve finale 1: 2de met 5 overwinningen finale: 5de met 4 overwinningen   |
| Béla Rerrich                                                                              | degen (m)       | 17e       | 1ste ronde: vrij kwartfinale 1: 5de met 3 overwinningen                                                                           |
| József Sákovics                                                                           | degen (m)       | 16e       | 1ste ronde: vrij kwartfinale 4: 2de met 4 overwinningen halve finale 2: 8ste met 0 overwinningen                                  |
| József Sákovics Béla Rerrich Lajos Balthazár Ambrus Nagy József Marosi Barnabás Berzsenyi | degen team (m)  | Zilver    | 1ste ronde groep 2: 1ste met 2 overwinningen halve finale 1: 2de met 1 overwinning finale: 2de met 2 overwinningen                |
| Mihály Fülöp                                                                              | floret (m)      | 17e       | 1ste ronde groep 4: 5de met 4 overwinningen                                                                                       |
| József Gyuricza                                                                           | floret (m)      | 5e        | 1ste ronde groep 1: 1ste met 6 overwinningen halve finale 2: 3de met 4 overwinningen finale: 5de met 3 overwinningen              |
| Lajos Somodi, Sr.                                                                         | floret (m)      | 23e       | 1ste ronde groep 3: 6de met 2 overwinningen                                                                                       |
| Endre Tilli József Sákovics József Gyuricza Mihály Fülöp Lajos Somodi, Sr. József Marosi  | floret team (m) | Brons     | 1ste ronde groep 3: 2de met 1 overwinning halve finale 2: 2de met 1 overwinning finale: 3de met 1 overwinning                     |
| Aladár Gerevich                                                                           | sabel (m)       | 5e        | 1ste ronde: vrij kwartfinale 2: 1ste met 5 overwinningen halve finale 2: 2de met 5 overwinningen finale: 5de met 3 overwinningen  |
| Rudolf Kárpáti                                                                            | sabel (m)       | Goud      | 1ste ronde: vrij kwartfinale 2: 4de met 3 overwinningen halve finale 1: 1ste met 7 overwinningen finale: 1ste met 6 overwinningen |
| Pál Kovács                                                                                | sabel (m)       | 7e        | 1ste ronde: vrij kwartfinale 3: 1ste met 5 overwinningen halve finale 2: 1ste met 6 overwinningen finale: 7de met 2 overwinningen |
| Aladár Gerevich Rudolf Kárpáti Pál Kovács Attila Keresztes Jenő Hámori Dániel Magay       | sabel team (m)  | Goud      | 1ste ronde groep 1: 1ste met 0 overwinningen halve finale 2: 1ste met 1 overwinning finale: 1ste met 3 overwinningen              |
|                                                                                           |                 |           | |
| Magda Nyári-Kovács                                                                        | floret (v)      | 18e       | 1ste ronde groep 3: 7de met 1 overwinning                                                                                         |
| Lídia Sákovicsné Dömölky                                                                  | floret (v)      | 9e        | 1ste ronde groep 1: 3de met 4 overwinningen halve finale 2: 5de met 2 overwinningen                                               |

### Schietsport
| Olympiër      | Discipline                  | Resultaat | Prestatie                           |
| ------------- | --------------------------- | --------- | ----------------------------------- |
| Sándor Krebs  | 50m geweer 3 houdingen (m)  | 10e       | 1154 punten: (399-385-370)          |
| Sándor Krebs  | 50m geweer liggend (m)      | 6e        | 598 punten: (100-100-100-100-99-99) |
| Sándor Krebs  | 300m geweer 3 houdingen (m) | 9e        | 1078 punten: (379-364-335)          |
| Szilárd Kun   | 25m snelvuurpistool (m)     | 6e        | 578 punten: (288-290)               |
| Károly Takács | 25m snelvuurpistool (m)     | 8e        | 575 punten: (285-290)               |
| Miklós Kocsis | 100m lopend hert (m)        | 5e        | 416 punten: (215-201)               |
| Miklós Kovács | 100m lopend hert (m)        | 4e        | 417 punten: (204-213)               |

### Schoonspringen
| Olympiër       | Discipline    | Resultaat | Prestatie                                                       |
| -------------- | ------------- | --------- | --------------------------------------------------------------- |
| Siák Ferenc    | 3m plank (m)  | 13e       | voorronde: 13de met 74,60 punten                                |
| Gerlach József | 3m plank (m)  | 8e        | voorronde: 8ste met 80,45 punten finale: 8ste met 136,08 punten |
| Siák Ferenc    | 10m toren (m) | 6e        | voorronde: 9de met 72,85 punten finale: 6de met 138,83 punten   |
| Gerlach József | 10m toren (m) | 4e        | voorronde: 3de met 77,77 punten finale: 4de met 149,25 punten   |

### Turnen
| Olympiër                                                                        | Discipline                    | Resultaat | Prestatie     |
| ------------------------------------------------------------------------------- | ----------------------------- | --------- | ------------- |
| János Héder                                                                     | individuele meerkamp (m)      | 44e       | 107,30 punten |
| Attila Takács                                                                   | individuele meerkamp (m)      | 24e       | 110,15 punten |
|                                                                                 |                               |           |               |
| Olga Tass-Lemhényi                                                              | sprong (v)                    | Brons     | 18,733 punten |
| Ágnes Keleti                                                                    | vloer (v)                     | Goud      | 18,733 punten |
| Ágnes Keleti                                                                    | brug (v)                      | Goud      | 18,966 punten |
| Ágnes Keleti                                                                    | balk (v)                      | Goud      | 18,800 punten |
| Andrea Bodó-Molnár                                                              | individuele meerkamp (v)      | 14e       | 72,900 punten |
| Erzsébet Gulyás-Köteles                                                         | individuele meerkamp (v)      | 18e       | 72,200 punten |
| Ágnes Keleti                                                                    | individuele meerkamp (v)      | Zilver    | 74,633 punten |
| Aliz Kertész                                                                    | individuele meerkamp (v)      | 61e       | 63,400 punten |
| Margit Korondi                                                                  | individuele meerkamp (v)      | 12e       | 73,333 punten |
| Olga Tass-Lemhényi                                                              | individuele meerkamp (v)      | 4e        | 74,366 punten |
| Andrea Bodó Ágnes Keleti Aliz Kertész Margit Korondi Erzsébet Köteles Olga Tass | meerkamp team (v)             | Zilver    | 443,50 punten |
| Andrea Bodó Ágnes Keleti Aliz Kertész Margit Korondi Erzsébet Köteles Olga Tass | meerkamp team gereedschap (v) | Goud      | 75,200 punten |

### Waterpolo
| Olympiër | Discipline | Resultaat | Prestatie |
| --- | ---------- | --------- | --- |
| Laszlo Jenei Istvan Hevesi Dezso Gyarmati Kalman Markovics Tivadar Kanizsa Istvan Szivos György Karpati Otto Boros Mihaly Mayer Antal Bolvari Ervin Zador | mannen     | Goud      | voorronde groep B: 1ste W van Groot-Brittannië: 6-1 W van Verenigde Staten: 6-2 finale ronde: 1ste W van Italië: 4-0 W van Duitsland: 4-0 W van Sovjet-Unie: 2-1 W van Joegoslavië: 2-1 |

| Groep B |                  |             |             |             |             |        |        |        |        |
| #       | Land             | Wedstrijden | Wedstrijden | Wedstrijden | Wedstrijden | Punten | Punten | Punten | Punten |
| #       | Land             | G           | W           | G           | V           | V      | T      | Saldo  | Punten |
| 1       | Hongarije        | 2           | 2           | 0           | 0           | 12     | 3      | +9     | 4      |
| 2       | Verenigde Staten | 2           | 1           | 0           | 1           | 7      | 9      | -2     | 2      |
| 3       | Groot-Brittannië | 2           | 0           | 0           | 2           | 4      | 11     | -7     | 0      |

| Ronde       | Datum     | Plaats    | Land | Score            | Land |
| ----------- | --------- | --------- | ---- | ---------------- | ---- |
| Groepsfase  |           |           |      |                  |      |
| 29 november | Melbourne | Hongarije | 6-1  | Groot-Brittannië |      |
| 30 november | Melbourne | Hongarije | 6-2  | Verenigde Staten |      |

| Finale ronde |                  |             |             |             |             |        |        |        |        |
| #            | Land             | Wedstrijden | Wedstrijden | Wedstrijden | Wedstrijden | Punten | Punten | Punten | Punten |
| #            | Land             | G           | W           | G           | V           | V      | T      | Saldo  | Punten |
| 1            | Hongarije        | 5           | 5           | 0           | 0           | 20     | 3      | +17    | 10     |
| 2            | Joegoslavië      | 5           | 3           | 1           | 1           | 13     | 8      | +5     | 7      |
| 3            | Sovjet-Unie      | 5           | 3           | 0           | 2           | 14     | 14     | 0      | 6      |
| 4            | Italië           | 5           | 2           | 0           | 3           | 10     | 13     | -3     | 4      |
| 5            | Verenigde Staten | 5           | 1           | 0           | 4           | 10     | 5      | -10    | 2      |
| 6            | Duitsland        | 5           | 0           | 1           | 4           | 11     | 20     | -9     | 1      |

| Ronde      | Datum     | Plaats    | Land | Score       | Land |
| ---------- | --------- | --------- | ---- | ----------- | ---- |
| Groepsfase |           |           |      |             |      |
| 3 december | Melbourne | Hongarije | 4-0  | Italië      |      |
| 5 december | Melbourne | Hongarije | 4-0  | Duitsland   |      |
| 6 december | Melbourne | Hongarije | 2-1  | Sovjet-Unie |      |
| 7 december | Melbourne | Hongarije | 2-1  | Joegoslavië |      |

### Worstelen
| Olympiër        | Discipline  | Resultaat   | Prestatie |
| Vrije stijl     | Vrije stijl | Vrije stijl | Vrije stijl |
| --------------- | ----------- | ----------- | --- |
| Bálint Galántai | -62kg (m)   | 10e         | 1ste ronde: V van USA Roderick: 0-3 2de ronde: V van RSA Geldenhuys: 0-3 |
| Gyula Tóth      | -67kg (m)   | 4e          | 1ste ronde: W van ARG Rolon 2de ronde: V van IRI Habibi: 0-3 3de ronde: W van SWE Anderberg 4de ronde: W van USA Evans: 3-0 5de ronde: W van Sovjet-Unie Bestayev: 2-1                                       |
| Grieks-Romeins  |             |             | |
| István Baranya  | -52kg (m)   | 5e          | 1ste ronde: W van YUG Vukov: 3-0 2de ronde: W van BEL Mewis: 3-0 3de ronde: V van ITA Fabra: 0-3 |
| Imre Hódos      | -57kg (m)   | 4e          | 1ste ronde: W van FIN Nykänen: 3-0 2de ronde: W van USA Townley: 3-0 3de ronde: W van ARG Diaz 4de ronde: V van Sovjet-Unie Vyrupayev: 0-3                                                                   |
| Imre Polyák     | -62kg (m)   | Zilver      | 1ste ronde: W van ITA Trippa: 2-1 2de ronde: W van USA Rice: 3-0 3de ronde: W van ROU Popescu: 3-0 4de ronde: W van TUR Sille 5de ronde: V van FIN Mäkinen: 1-2 6de ronde: W van Sovjet-Unie Dzeneladze: 2-1 |
| Gyula Tóth      | -67kg (m)   | Brons       | 1ste ronde: W van ROU Gheorghe 2de ronde: W van Sovjet-Unie Rosin: 2-1 3de ronde: W van AUT Brötzner: 3-0 4de ronde: vrij 5de ronde: V van TUR Doğan 6de ronde: V van FIN Lehtonen                           |
| Miklós Szilvásy | -73kg (m)   | 7e          | 1ste ronde: V van TUR Bayrak: 1-2 2de ronde: W van USA Holt: 3-0 3de ronde: V van FIN Rantanen: 0-3 |
| György Gurics   | -79kg (m)   | 5e          | 1ste ronde: W van USA Peckham: 2-1 2de ronde: W van TUR Atlı: 3-0 3de ronde: V van Sovjet-Unie Kartozia: 0-3                                                                                                 |
| Gyula Kovács    | -87kg (m)   | 9e          | 1ste ronde: V van TUR Atan: 1-2 2de ronde: V van Sovjet-Unie Nikolayev: 0-3 |

### Zwemmen
| Olympiër                                                     | Discipline            | Resultaat | Prestatie                                            |
| ------------------------------------------------------------ | --------------------- | --------- | ---------------------------------------------------- |
| Gyula Dobay                                                  | 100m vrije slag (m)   | 10e       | serie 5: 4de in 58,5 halve finale 2: 5de in 58,1     |
| Jenő Áts                                                     | 400m vrije slag (m)   | 22e       | serie 5: 4de in 4.47,6                               |
| György Csordás                                               | 1500m vrije slag (m)  | 18e       | serie 1: 5de in 19.44,2                              |
| Sándor Záborszky                                             | 1500m vrije slag (m)  | 10e       | serie 3: 2de in 19.01,2                              |
| László Magyar                                                | 100m rugslag (m)      | 14e       | serie 1: 3de in 1.06,1 halve finale 1: 7de in 1.07,6 |
| István Szívós                                                | 200m schoolslag (m)   | 15e       | serie 2: 5de in 3.18,7                               |
| Jenő Áts                                                     | 200m vlinderslag (m)  | 10e       | serie 1: 5de in 2.31,1                               |
| György Tumpek                                                | 200m vlinderslag (m)  | Brons     | serie 3: 1ste in 2.23,3 finale: 3de in 2.23,9        |
| Gyula Dobay György Csordás Sándor Záborszky Jenő Áts         | 4x200m vrije slag (m) | 10e       | serie 2: 5de in 8.57,2                               |
|                                                              |                       |           |                                                      |
| Valéria Gyenge                                               | 100m vrije slag (v)   | 11e       | serie 3: 2de in 1.06,6 halve finale 1: 5de in 1.06,4 |
| Zsuzsa Ördög                                                 | 100m vrije slag (v)   | 14e       | serie 4: 2de in 1.06,5 halve finale 1: 6de in 1.06,9 |
| Katalin Szőke                                                | 100m vrije slag (v)   | 17e       | serie 2: 2de in 1.08,0                               |
| Valéria Gyenge                                               | 400m vrije slag (v)   | 8e        | serie 1: 1ste in 5.14,2 finale: 8ste in 5.21,0       |
| Ripszima Székely                                             | 400m vrije slag (v)   | 5e        | serie 3: 3de in 5.10,5 final: 5de in 5.14,2          |
| Éva Pajor                                                    | 100m rugslag (v)      | 9e        | serie 2: 4de in 1.15,3                               |
| Judit Temes                                                  | 100m rugslag (v)      | 20e       | serie 3: 7de in 1.17,6                               |
| Klára Killermann                                             | 200m schoolslag (v)   | 5e        | serie 1: 2de in 2.54,6 finale: 5de in 2.55,1         |
| Éva Székely                                                  | 200m schoolslag (v)   | Zilver    | serie 2: 1ste in 2.55,8 finale: 2de in 2.54,8        |
| Mária Littomeritzky                                          | 100m vlinderslag (v)  | 4e        | serie 2: 3de in 1.15,2 finale: 4de in 1.14,9         |
| Mária Littomeritzky Katalin Szőke Judit Temes Valéria Gyenge | 4x100m vrije slag (m) | 7e        | serie 2: 2de in 4.28,1 finale: 7de in 4.31,1         |

Afghanistan · Argentinië · Australië · Bahama's · België · Bermuda · Birma · Brazilië · Brits-Guiana · Bulgarije · Cambodja* · Canada · Ceylon · Chili · Colombia · Cuba · Denemarken · Duits eenheidsteam · Egypte* · Ethiopië · Fiji · Filipijnen · Finland · Frankrijk · Griekenland · Groot-Brittannië · Hongarije · Hongkong · Ierland · IJsland · India · Indonesië · Iran · Israël · Italië · Jamaica · Japan · Joegoslavië · Kenia · Liberia · Luxemburg · Malakka · Mexico · Nederland* · Nieuw-Zeeland · Nigeria · Noord-Borneo · Noorwegen · Oeganda · Oostenrijk · Pakistan · Peru · Polen · Portugal · Puerto Rico · Roemenië · Singapore · Sovjet-Unie · Spanje* · Taiwan · Thailand · Trinidad en Tobago · Tsjecho-Slowakije · Turkije · Uruguay · Venezuela · Verenigde Staten · Vietnam · Zuid-Afrika · Zuid-Korea · Zweden · Zwitserland*

*alleen deelgenomen in Stockholm